# شهرستان مینرالنی بانی
شهرستان مینرالنی بانی (به بلغاری: Mineralni Bani Municipality) یک شهرستان در بلغارستان است که در استان خاسکوو واقع شده‌است. شهرستان مینرالنی بانی ۲۱۴٫۶۷ کیلومتر مربع مساحت و ۵٬۸۹۹ نفر جمعیت دارد.